# Dancing Brasil
Dancing Brasil foi um talent show brasileiro produzido e exibido pela RecordTV. É a versão brasileira do estadunidense Dancing with the Stars, distribuído pela Endemol Shine Brasil, com apresentação de Xuxa. 
Estreou em 3 de abril de 2017 com exibição nas noites de segunda-feira –  alterado para as quartas a partir da terceira temporada – após o Jornal da Record, sob a direção-geral de Rodrigo Carelli. Originalmente o programa contava com Sergio Marone como apresentador dos bastidores, responsável por entrevistar os participantes após as apresentações, sendo que o cargo passou para Leandro Lima na terceira e Junno Andrade na quarta e quinta temporada.
A primeira temporada era reprisada no sábado seguinte da exibição original, às 20h30, e a segunda temporada também no sábado, às 17h30, pela RecordTV. Estas duas temporadas foram reapresentadas na Record News todo domingo, às 21h30.

## O programa
O programa contou com 14 participantes acompanhados de seus respectivos professores, que a cada semana, dançavam um ritmo diferente entre si, sendo avaliados pelo público e pelos jurados, onde quem receber a menor nota será eliminado. Os jurados do programa eram fixos e todos especialistas em dança, tendo em sua primeira temporada Fernanda Chamma, Jaime Arôxa e Paulo Goulart Filho. O vencedor recebia R$ 500 mil como prêmio, enquanto o coreógrafo leva um carro zero-quilômetro no valor de R$ 80 mil. Em maio de 2017 foi confirmada a segunda temporada do programa.

## Produção
Em dezembro de 2016 a RecordTV começou a negociar com a Endemol Shine Brasil a produção de uma versão brasileira do formato do Dancing with the Stars, programa de dança estadunidense exibido pelo ABC. Em 11 de janeiro de 2017 foi confirmado que a emissora havia fechado contrato e a produção estava em andamento. Apesar do Dancing with the Stars ser uma versão do britânico Strictly Come Dancing – cuja versão brasileira é o Dança dos Famosos, da TV Globo – a Endemol Shine Brasil explicou que isso não geraria uma dubiedade de contrato, uma vez que o formato vendido para a RecordTV, apesar de ser um embrião do britânico, segue moldes diferentes, como jurados fixos, temáticas e ritmos a livre escolha, o que não categorizaria-se como o mesmo programa vendido a duas emissoras diferentes.
Inicialmente o projeto foi chamado de Dançando com as Estrelas e planejado para ser apenas um quadro do programa Xuxa Meneghel, porém devido a baixa repercussão da atração que levava o nome da apresentadora e a avaliação negativa do público, a emissora decidiu cancelá-lo e transformar o formato em um programa próprio – como feito na maioria dos países que exibem a franquia – sob o nome de Dancing Brasil, o qual receberia um investimento maior, sendo ainda apresentado  por Xuxa. Jaime Arôxa e Fernanda Chamma foram anunciados como jurados do programa no final de fevereiro, bem como Paulo Goulart Filho, que já era contratado da emissora como ator.
Sergio Marone pediu dispensa da apresentação nos bastidores da terceira temporada para dedicar-se a telenovela Apocalipse. Leandro Lima foi escolhido para o cargo após realizar testes com Duda Nagle e Junno Andrade.

### Cenografia
O cenário do programa foi construido utilizando uma área de mil metros quadrados, contendo três andares – entre palco principal, plateia em degradê e mezanino, no qual os participantes assistiriam as apresentações dos demais e esperariam pelas notas – e capacidade para 400 espectadores. O projeto foi construído em 360 graus, sem uma quarta dimensão reservada a equipe, o que permite que as câmeras se desloquem por todo cenário interativamente, acompanhando cada movimento das danças, e a produção permaneça oculta atrás da plateia, formato poucas vezes utilizado no Brasil. Segundo informações apuradas por Ricardo Feltrin, do UOL, este foi o maior e mais caro cenário já produzido para um programa de televisão brasileira.

## Temporadas
| #   | Duração                | Duração                | Casais na final                     | Casais na final                     | Casais na final                   |
| --- | ---------------------- | ---------------------- | ----------------------------------- | ----------------------------------- | --------------------------------- |
| #   | Estreia                | Final                  | Vencedores                          | 2.º lugar                           | 3.º lugar                         |
| 1.ª | 3 de abril de 2017     | 26 de junho de 2017    | Maytê Piragibe e Paulo Victor Souza | Jade Barbosa e Lucas Teodoro        | Leo Miggiorin e Dani de Lova      |
| 2.ª | 24 de julho de 2017    | 25 de setembro de 2017 | Yudi Tamashiro e Bárbara Guerra     | Suzana Alves e Tutu Morasi          | Lexa e Lucas Teodoro              |
| 3.ª | 17 de janeiro de 2018  | 11 de abril de 2018    | Geovanna Tominaga e Lucas Teodoro   | Raissa Santana e Paulo Victor Souza | Bárbara Borges e Marquinhos Costa |
| 4.ª | 26 de setembro de 2018 | 5 de dezembro de 2018  | Pérola Faria e Fernando Perrotti    | Lu Andrade e Marquinhos Costa       | Allan Souza Lima e Carol Dias     |
| 5.ª | 3 de julho de 2019     | 11 de setembro de 2019 | Vinícius D'Black e Carol Dias       | Dany Hypólito e Marquinhos Costa    | Bia Feres e Paulo Victor Souza    |

## Participantes
Até a quinta temporada, o Dancing Brasil já contou com 68 participantes oficiais. 
| Temporada        | Vencedor(a)       | 2º lugar       | 3º lugar         | Outros participantes em ordem de eliminação | Total |
| ---------------- | ----------------- | -------------- | ---------------- | --- | ----- |
| Dancing Brasil 1 | Maytê Piragibe    | Jade Barbosa   | Léo Miggiorin    | Dalton Rangel • Guilherme Cardoso • Juliana Silveira • Tony Salles • Richarlyson • MC Gui • Fabíola Gadelha • Tânia Alves • Bianca Rinaldi • Sheila Mello • Micael Borges              | 14    |
| Dancing Brasil 2 | Yudi Tamashiro    | Suzana Alves   | Lexa             | Fernando Pires • Jesus Luz • Raphael Sander • Theo Becker • Carlos Bonow • Alinne Rosa • Carla Prata • Milene Domingues • Jaqueline Carvalho                                           | 12    |
| Dancing Brasil 3 | Geovanna Tominaga | Raissa Santana | Bárbara Borges   | Bruno Chateaubriand • Popó • Bárbara Evans • Sebá • Diogo Sales • Douglas Sampaio • Isabel Fillardis • Hylka Maria • Joanna Maranhão • Dudu Pelizzari • Marina Elali • Rodrigo Capella | 15    |
| Dancing Brasil 4 | Pérola Faria      | Lu Andrade     | Allan Souza Lima | Dadá Coelho • Franciele Grossi • Marcello Faustini • Nizo Neto • Beto Marden • Valéria Valenssa • Oscar Filho • Camila Rodrigues • Juliana Rios • Bernardo Velasco • Amaral            | 14    |
| Dancing Brasil 5 | Vinícius D'Black  | Dany Hypólito  | Bia Feres        | Maria Cecília • Zeca Lima • Thierry Figueira • Maria Paula • Natália Guimarães • MC Koringa • Alinne Prado • Cátia Paganote • Ricardo Vianna • Victor Sarro                            | 13    |

## Equipe

### Apresentadores
Legenda
     Apresentador
     Bastidores
| Apresentador(a) | Temporadas | Temporadas | Temporadas | Temporadas | Temporadas |
| Apresentador(a) | 1          | 2          | 3          | 4          | 5          |
| --------------- | ---------- | ---------- | ---------- | ---------- | ---------- |
| Xuxa            |            |            |            |            |            |
| Sergio Marone   |            |            |            |            |            |
| Leandro Lima    |            |            |            |            |            |
| Junno Andrade   |            |            |            |            |            |

### Jurados
| Jurado(a)           | Temporadas | Temporadas | Temporadas | Temporadas | Temporadas |
| Jurado(a)           | 1          | 2          | 3          | 4          | 5          |
| ------------------- | ---------- | ---------- | ---------- | ---------- | ---------- |
| Fernanda Chamma     |            |            |            |            |            |
| Jaime Arôxa         |            |            |            |            |            |
| Paulo Goulart Filho |            |            |            |            |            |

## Coreógrafos
| Bella Fernandes    |
| Dani de Lova       |
| Tutu Morasi        |
| Lucas Téo          |
| Paulo Victor Souza |
| Alê Brandini       |
| Bárbara Guerra     |
| Marcelo Vasquez    |
| Bruno Kimura       |
| Bruna Rocha        |
| Camila Moretti     |
| Érica Martinez     |
| Marcos Vedovetto   |
| Weskley Faustino   |
| Bruno Coman        |
| Sarah Lage         |
| Margreet Nuijten   |
| Nay Fernandes      |
| Rafael Machado     |
| Ygor Zago          |
| Bruna Bays         |
| Carol Dias         |
| Fernando Perrotti  |
| Jefferson Andrade  |
| Marquinhos Costa   |
| Flávia Café        |
| Caio Vini          |
| Lucas Nunes        |
| Bia Marques        |
| Djeiko Henes       |
| Luana Zeglin       |
| Renato Zoia        |
| Thaiane Chuvas     |
| Nick Molina        |
| Rafa Scauri        |

## Audiência
Os dados são providos pelo IBOPE e se referem ao público da Grande São Paulo.
| Temporada | Horário             | Estreia                | Estreia | Final                  | Final  | Média geral (em pontos) |
| Temporada | Horário             | Data                   | Pontos  | Data                   | Pontos | Média geral (em pontos) |
| --------- | ------------------- | ---------------------- | ------- | ---------------------- | ------ | ----------------------- |
| 1.ª       | Segunda-feira 22h30 | 3 de abril de 2017     | 5,0     | 26 de junho de 2017    | 7,2    | 6,0                     |
| 2.ª       | Segunda-feira 22h30 | 24 de julho de 2017    | 6,3     | 25 de setembro de 2017 | 7,8    | 6,0                     |
| 3.ª       | Quarta-feira 22h30  | 17 de janeiro de 2018  | 8,1     | 11 de abril de 2018    | 6,7    | 6,2                     |
| 4.ª       | Quarta-feira 22h45  | 26 de setembro de 2018 | 5,9     | 5 de dezembro de 2018  | 7,0    | 6,0                     |
| 5.ª       | Quarta-feira 22h30  | 3 de julho de 2019     | 7,0     | 11 de setembro de 2019 | 6.4    | 5.2                     |

- Em 2017, cada ponto equivale a 70,5 mil domicílios ou 199,3 mil pessoas na Grande São Paulo.
- Em 2018, cada ponto representa 71,8 mil domicílios ou 201,1 mil pessoas na Grande São Paulo.

## Especiais de Fim de Ano

### Dancing Brasil Especial(2017)
Em agosto de 2017, a direção anunciou que produziria um especial de final de ano do Dancing Brasil, trazendo estrelas da emissora e artistas da música, além de participantes que estiveram nas duas primeiras temporadas. Em 25 de setembro, foram anunciados os participantes. A cantora Joelma também participaria, porém se machucou no último ensaio antes das gravações e seu  número foi apresentado pela ginasta Jade Barbosa, finalista da primeira temporada, em uma apresentação não-competitiva, apenas demonstrativa. O vencedor levou um carro 0km para doar a uma instituição de caridade de sua escolha, enquanto outro veículo foi doado pela emissora para o Instituto Ressoar.

- Número de abertura: "Viva la Vida" (Coldplay), dançada por Xuxa e coreógrafos.
- Número de encerramento: "Don't Stop Believin'" (Journey), dançada pelos coreógrafos.
- Os casais dançaram Foxtrote, Samba, Pasodoble, Rumba, Chá-chá-chá, Jive, Jazz e Tango.
- O júri foi composto pelos três jurados fixos do programa – Fernanda Chamma, Jaime Arôxa e Paulo Goulart Filho – com o acréscimo do confeiteiro estadunidense Buddy Valastro. Além disso, uma bancada formada artística especial (formada pelos atores Sidney Sampaio, Leona Cavalli, Thaís Melchior e pelas jornalistas Keila Jimenez e Milly Lacombe) também ficou responsável por uma nota, a qual só foi revelada após todos dançarem, decidindo os três casais que iriam para a votação popular.

Participantes
| Celebridade      | Conhecido por | Profissional       |
| ---------------- | ------------- | ------------------ |
| Buchecha         | Cantor        | Sarah Lage         |
| Lisa Valastro    | Empresária    | Paulo Victor Souza |
| Marcos Mion      | Apresentador  | Bárbara Guerra     |
| Rayanne Morais   | Atriz         | Bruno Coman        |
| Ticiane Pinheiro | Apresentadora | Tutu Morasi        |

Por ordem de apresentação
| Casal               | Nota (jurados + banca)  | Estilo      | Música                                    | Resultado  |
| ------------------- | ----------------------- | ----------- | ----------------------------------------- | ---------- |
| Rayanne e Bruno     | 37.7 (7, 7, 7, 8, 8.7)  | Foxtrote    | "Over the Rainbow" (Judy Garland)         |            |
| Buchecha e Sarah    | 34.5 (7, 7, 6, 7, 7.5)  | Samba       | "All Night Long" (Lionel Richie)          |            |
| Mion e Bárbara      | 45.8 (9, 10, 9, 9, 8.8) | Pasodoble   | "It's My Life" (Bon Jovi)                 | Vencedores |
| Lisa e Paulo Victor | 42.2 (8, 8, 8, 10, 8.2) | Chá-chá-chá | "Reach Out I'll Be There" (The Four Tops) | Finalistas |
| Ticiane e Tutu      | 41.3 (8, 8, 8, 9, 8.3)  | Jive        | "I'm a Believer" (The Monkees)            | Finalistas |

| Casal                             | Estilo | Música                                     |
| --------------------------------- | ------ | ------------------------------------------ |
| Jade Barbosa e Lucas Teodoro      | Rumba  | "I'm Gonna Make You Love Me" (Doc Walker)  |
| Suzana Alves, Jade Barbosa e Lexa | Jazz   | "What A Wonderful World" (Louis Armstrong) |
| Maytê Piragibe e Yudi Tamashiro   | Tango  | "Bang" (versão tango) (Anitta)             |

### Dancing Brasil Júnior(2018)
Em 26 de outubro, foi anunciado que o especial de fim de ano de 2018 seria com crianças, baseado no formato Dancing with the Stars: Juniors, da BBC, que havia estreado naquele ano com grande repercussão no Reino Unido. As inscrições para bailarinos infantis profissionais entre 9 e 14 anos foram abertas naquele dia, com audições realizadas em 8 e 9 de novembro em São Paulo. A direção chegou a cogitar realizar o especial com crianças anônimas, porém optou-se por seguir o formato original com celebridades. Além dos profissionais da mesma faixa de idade, os participantes ainda tiveram a ajuda dos bailarinos da versão adulta como mentores na criação das coreografias. Em 6 de dezembro, foram anunciados os 10 competidores do especial e que o ator Jean Paulo Campos seria o repórter da edição. Por ser gravado, o programa não teve votação do público, contando apenas com a nota dos três jurados para definir os três finalistas, tendo o voto da plateia presente no estúdio para definir o campeão.
- Número de abertura: "I Wanna Dance with Somebody" (Thalita Pertuzatti), dançado pelos participantes, os coreógrafos e os mentores.
- Os casais dançaram Chá-chá-chá, Pasodoble, Samba, Valsa e Jive.

Participantes
| Celebridade         | Conhecido por | Profissional Junior | Mentor            |
| ------------------- | ------------- | ------------------- | ----------------- |
| Kaik Pereira        | Ator          | Isabella Lopes      | Dani de Lova      |
| Leonardo Oliveira   | Ator          | Yasmim Nascimento   | Marquinhos Costa  |
| Lorena Tucci        | Atriz         | Henrique Ribeiro    | Bárbara Guerra    |
| Luiz Eduardo Toledo | Ator          | Luana Najan         | Alê Brandini      |
| Maria Viel Faro     | Youtuber      | Matheus Cabrera     | Thaiane Chuvas    |
| Maria Clara Rosis   | Atriz         | Kelvyn Bertoni      | Tutu Morasi       |
| Matheus Ueta        | Ator          | Júlia Saba          | Bruna Bays        |
| MC Soffia           | Cantora       | Matheus Prado       | Bella Fernandes   |
| Nathália Costa      | Atriz         | Lucas Nilvar        | Carol Dias        |
| Serginho Rufino     | Ator          | Manoella Aparecida  | Fernando Perrotti |

Por ordem de apresentação
| Casal               | Nota (jurados + plateia) | Estilo      | Música                           | Resultado     |
| ------------------- | ------------------------ | ----------- | -------------------------------- | ------------- |
| Serginho e Manoella | 37.0 (10, 9, 9, 9.0)     | Chá-chá-chá | "Moves like Jagger" (Maroon 5)   |               |
| Maria V. e Matheus  | 35.9 (9, 9, 9, 8.9)      | Pasodoble   | "The Edge of Glory" (Lady Gaga)  |               |
| Leonardo e Yasmin   | 39.3 (10, 10, 10, 9.3)   | Samba       | "The Greatest" (Sia)             | Vencedores    |
| Lorena e Henrique   | 38.3 (9, 10, 10, 9.3)    | Valsa       | "Stone Cold" (Demi Lovato)       |               |
| Luiz e Luana        | 35.6 (9, 9, 9, 8.6)      | Jive        | "Hot n Cold" (The Baseballs)     |               |
| Nathalia e Lucas    | 35.4 (9, 9, 9, 8.4)      | Samba       | "MMMBop" (Hanson)                |               |
| Kaik e Isabella     | 36.1 (9, 9, 9, 9.1)      | Pasodoble   | "Rise" (Katy Perry)              |               |
| Maria C. e Kelvyn   | 38.9 (10, 10, 10, 8.9)   | Chá-chá-chá | "Don't Stop the Music" (Rihanna) | 3º colocados  |
| Matheus e Júlia     | 38.8 (10, 10, 10, 8.8)   | Valsa       | "If I Knew" (Bruno Mars)         |               |
| Soffia e Matheus    | 39.2 (10, 10, 10, 9.2)   | Jive        | "Shake It Off" (Taylor Swift)    | Vice-campeões |

## Prêmios e indicações
| Ano  | Prêmio          | Categoria                 | Trabalho       | Resultado | Ref.   |
| ---- | --------------- | ------------------------- | -------------- | --------- | ------ |
| 2017 | Prêmio F5       | Melhor reality show       | Dancing Brasil | Venceu    | [ 35 ] |
| 2017 | Prêmio F5       | Melhor apresentadora      | Xuxa           | Indicado  | [ 35 ] |
| 2017 | Prêmio Contigo! | Melhor programa           | Dancing Brasil | Indicado  | [ 36 ] |
| 2017 | Prêmio Contigo! | Melhor apresentadora      | Xuxa           | Indicado  | [ 36 ] |
| 2018 | Shorty Awards   | Integração com TV Ao Vivo | Dancing Brasil | Venceu    | [ 37 ] |
| 2019 | Produ Awards    | Melhor abertura           | Dancing Brasil | Pendente  | [ 38 ] |